# Kanton Grandvillars
Het Kanton Grandvillars is een kanton van het departement Territoire de Belfort in Frankrijk. Het kanton maakt deel uit van het arrondissement Belfort.

## Geschiedenis
Tot 22 maart 2015 maakte de gemeente Bourogne deel uit van het kanton. De gemeente werd overgeheveld naar het kanton Châtenois-les-Forges. Op dezelfde dag werden de gemeenten Autrechêne, Fontenelle en Novillard van het op die dag opgeheven kanton Danjoutin bij het kanton gevoegd. Ook het kanton Fontaine werd opgeheven en de gemeente Denney werd bij het kanton Valdoie gevoegd, de overige 17 gemeenten kwamen ook bij het kanton Grandvillars. Hierdoor nam het aantal gemeenten in het kanton toe van 14 tot 33.

## Gemeenten
Het kanton Grandvillars omvat de volgende gemeenten:
- Angeot
- Autrechêne
- Bessoncourt
- Bethonvilliers
- Boron
- Brebotte
- Bretagne
- Chavanatte
- Chavannes-les-Grands
- Cunelières
- Eguenigue
- Fontaine
- Fontenelle
- Foussemagne
- Frais
- Froidefontaine
- Grandvillars
- Grosne
- Lacollonge
- Lagrange
- Larivière
- Menoncourt
- Méziré
- Montreux-Château
- Morvillars
- Novillard
- Petit-Croix
- Phaffans
- Recouvrance
- Reppe
- Suarce
- Vauthiermont
- Vellescot

Arrondissement Belfort: Bavilliers · Belfort-1 · -2 · -3 · Châtenois-les-Forges · Delle · Giromagny · Grandvillars · Valdoie